# Anua pygospila
Anua pygospila là một loài bướm đêm trong họ Erebidae.